# Toni Mannix
Toni Lanier Mannix (née Camille Bernice Froomess ; 19 février 1906 - 2 septembre 1983) est une actrice et danseuse américaine. Elle a joué dans les premiers films filmés avec des bandes sonores, appelés talkies. Sous le nom de Toni Lanier, elle s'est fait connaître dans les cercles hollywoodiens pour sa relation extraconjugale avec son futur mari, chef du studio MGM, Eddie Mannix (en), qui était marié à l'époque à Bernice Fitzmaurice. Après la mort de Fitzmaurice en 1937 Lanier emménage avec Mannix. Le couple se marie en 1951. Ce n'est pas longtemps après son mariage avec Mannix qu'elle entame une liaison notoire avec l'acteur George Reeves, également en 1951.

## Jeunesse
Mannix est née Camille Bernice Froomess le 19 février 1906 à New York. Son père, Charles, est un immigrant français et sa mère, Elizabeth, est une catholique romaine canadienne-française. La famille nombreuse comprendra finalement 11 enfants : sept garçons et quatre filles. Les enfants sont élevés dans la foi de leur mère. Le père de Mannix était décorateur de vitrines dans un grand magasin à Rochester, New York, et sa mère était femme au foyer.

## Carrière
Pendant un certain temps Mannix est showgirl aux Ziegfeld Follies et apparait dans la biographie de Florenz Ziegfeld, Le Grand Ziegfeld (1936).

## Vie privée
Sous le nom de Toni Lanier, la danseuse et actrice de Ziegfeld rencontre le directeur général de la MGM, Eddie Mannix, dans les années 1930. Elle devient sa maîtresse, puis sa femme, jusqu'à sa mort en 1963. Peu de temps après son mariage avec Eddie Mannix en 1951 et peu de temps avant que George Reeves devienne célèbre dans la série télévisée à succès Les Aventures de Superman, elle commence une liaison extraconjugale avec Reeves, avec la permission de son mari selon Noel Neill et Jack Larson.
Reeves met fin à cette liaison en 1958 après avoir rencontré et entamé une relation avec la bargirl Leonore Lemmon à New York alors qu'il était en voyage d'affaires. Sa mort par balle à la tête cinq mois plus tard est officiellement déclarée comme un suicide, bien que des questions aient été soulevées quant aux circonstances dans lesquelles il est mort. Mannix, détruite par la mort de Reeves, lui reste dévouée et elle aurait construit un sanctuaire à sa mémoire dans sa maison.

## Dernières années et mort
Mannix, riche à la suite du décès de son mari en 1963, développe la maladie d'Alzheimer alors qu'elle est septuagénaire. Elle meurt le 2 septembre 1983 à Beverly Hills à l'âge de 77 ans, sans s'être remariée ni avoir eu d'enfants. Elle est enterrée à côté de son mari Eddie Mannix au cimetière Holy Cross de Culver City, en Californie. 